# Piotr Bogdalski
Piotr Dariusz Bogdalski (ur. 4 lipca 1966 w Częstochowie) – polski oficer Policji, doktor habilitowany nauk o bezpieczeństwie, w latach 2012–2017 rektor Wyższej Szkoły Policji w Szczytnie, nauczyciel akademicki Wydziału Prawa i Administracji Uniwersytetu Warmińsko-Mazurskiego.

## Życiorys
Absolwent IX Liceum Ogólnokształcącego w Częstochowie, w 1991 roku ukończył studia prawnicze na Wydziale Prawa i Administracji Uniwersytetu Jagiellońskiego w Krakowie. W 2000 roku Rada Wydziału Prawa i Administracji Uniwersytetu Jagiellońskiego, na podstawie rozprawy doktorskiej: Cywilnoprawna ochrona autorskich praw majątkowych w świetle prawa polskiego, nadała mu stopień naukowy doktora nauk prawnych w specjalności prawo cywilne. W 2015 roku, na podstawie dorobku naukowego oraz rozprawy: Bezpieczeństwo kadrowe Policji na przykładzie przesłanek doboru do służby, Rada Wydziału Dowodzenia i Operacji Morskich Akademii Marynarki Wojennej w Gdyni nadała mu stopień naukowy doktora habilitowanego nauk o bezpieczeństwie. Jako nauczyciel akademicki związany z Wyższą Szkołą Policji w Szczytnie oraz Wydziałem Prawa i Administracji Uniwersytetu Warmińsko-Mazurskiego w Olsztynie. Autor licznych publikacji z obszaru prawa oraz bezpieczeństwa.
Służbę w Policji rozpoczął w 1991 roku jako funkcjonariusz Wydziału do Walki z Aferowymi Nadużyciami Gospodarczymi Komendy Wojewódzkiej Policji w Krakowie. W latach 1993–2017 pełnił służbę w Wyższej Szkole Policji w Szczytnie, gdzie w latach 2007–2012 zajmował stanowisko zastępcy komendanta-rektora, zaś w latach 2012–2017 stanowisko komendanta-rektora. W latach 2001–2005 wykonywał funkcję pełnomocnika komendanta głównego Policji do spraw praw człowieka. Służbę w Policji zakończył w roku 2017 w stopniu inspektora. Od 2000 roku nauczyciel akademicki Wydziału Prawa i Administracji Uniwersytetu Warmińsko-Mazurskiego. Ekspert I zespołu nauk społecznych Polskiej Komisji Akredytacyjnej z zakresu dyscypliny nauki o bezpieczeństwie, w kadencji 2020-2023. Członek honorowy Stowarzyszenia Generałów Policji Rzeczypospolitej Polskiej.

### Odznaczenia
- Srebrny Medal za Długoletnią Służbę (2012);
- Srebrny Krzyż Zasługi (2004);
- Brązowy Krzyż Zasługi (1999);
- Medal Komisji Edukacji Narodowej (2015);
- Brązowy Medal za zasługi dla obronności kraju (2015),
- Srebrna Odznaka „Zasłużony Policjant” (2007);
- Złota Odznaka „Zasłużony Policjant” (2008);
- Odznaka pamiątkowa Centrum Szkolenia Żandarmerii Wojskowej (2014).